# بيير جانيت
بيير ماري فيليكس جانيت (بالفرنسية: Pierre Janet)‏ (بالفرنسية: [ʒanɛ]؛ 30 مايو 1859 - 24 فبراير 1947) هوأحد علماء النفس الفرنسيين الرائدين، كما أنه فيلسوف ومعالج نفسي في مجال التفارق والصدمة النفسية.
يعتبر جانيت في نفس المكانة العلمية جنبًا إلى جنب مع وليام جيمس وفيلهلم فونت باعتباره أحد الآباء المؤسسين لعلم النفس.

## السيرة الذاتية

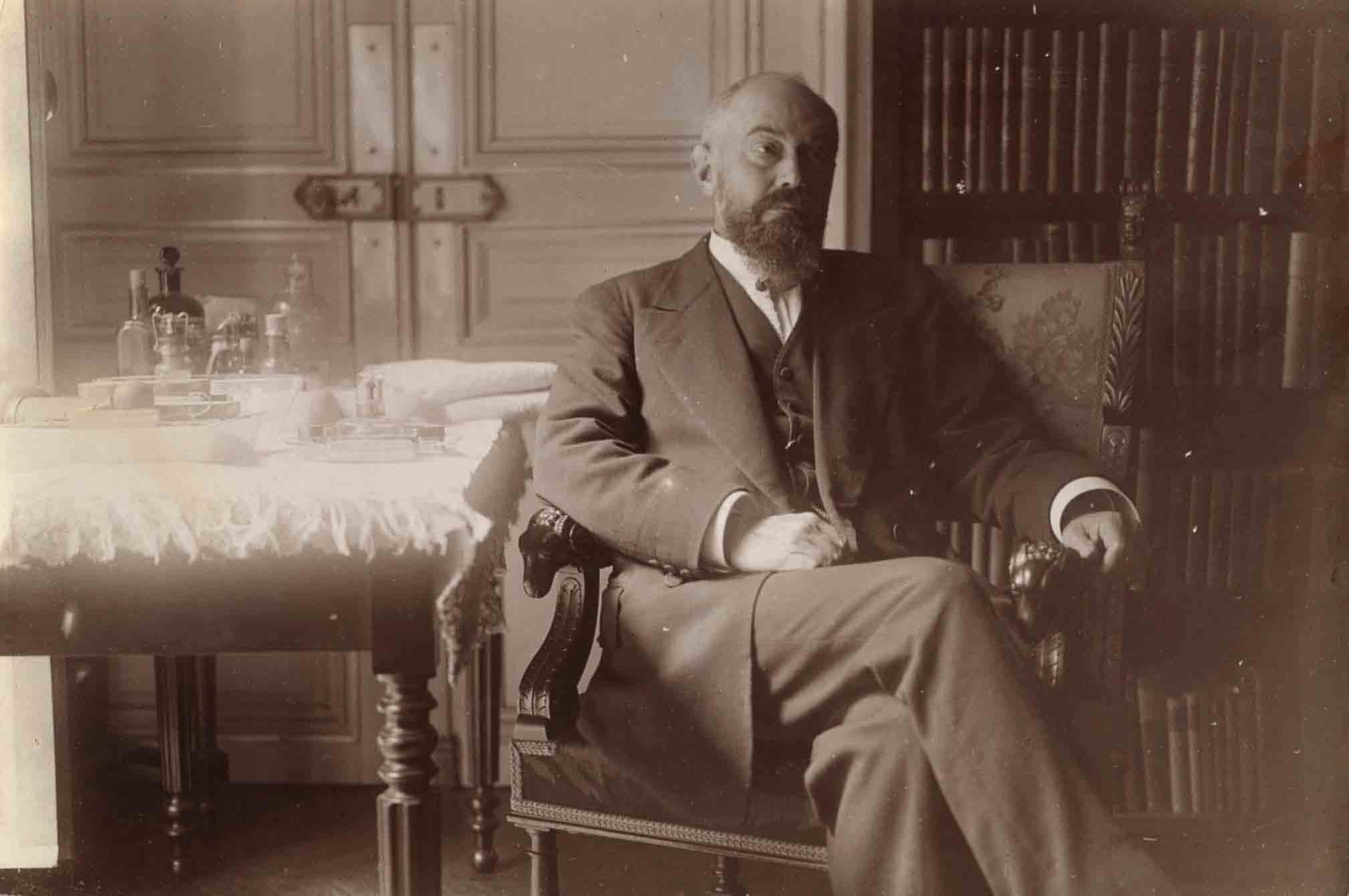
صورة أخذها دورناك لبيير جانيت

درس جانيت تحت إشراف جان مارتن شاركو في المختبر النفسي فيمستشفى بيتي سالبترير في باريس. ونشر جانيت لأول مرة نتائج أبحاثه في أطروحته الفلسفية في عام 1889 وأطروحته الطبية، الحالة العقلية لحالات الهيستريا المرضية، في عام 1892. ثم حصل على درجة البكالوريوس في الطب في العام التالي في عام 1893.
في عام 1898، تم تعيين جانيت محاضرًا في علم النفس في جامعة السوربون، وفي عام 1902 حصل على منصب رئيس قسم علم النفس التجريبي والمقارن في جامعة كوليج دو فرانس، وهو منصب شغله حتى عام 1936. وكان عضوًا في معهد فرنسا من عام 1913، وكان شخصية مركزية في علم النفس الفرنسي في النصف الأول من القرن العشرين.

## النظريات
كان جانيت من أوائل الناس الذين نادوا بأن هناك علاقة بين الأحداث في حياة الشخص الماضية والصدمات الحالية التي يتعرض لها، وصاغ ذلك تحت عبارة «التفارق» و«اللاوعي». مهدت دراسته عن «العاطفة المغناطيسية» أو «العلاقة» بين المريض والمنوم في وقت لاحق لظاهرة الانتقال.
وقد شهد القرن العشرين على تقديم جانيت نموذجًا رائعًا للعقل من حيث مستويات الطاقة والكفاءة والكفاءة الاجتماعية، وهو ما وضعه في المنشورات بما في ذلك الهواجس والشعور النفسي (1903) ومن الكرب إلى النشوة (1926)، وغيرها. في إطار اهتمامه ببناء الشخصية من الناحية الاجتماعية، تم مقارنة هذا النموذج مع نموذج السلوك الاجتماعي لجورج هربرت ميد وهو ما يفسر الثناء المبكرالذي أثناه جاك لاكان على جانيت قائلًا «لقد أثبت جانيت بما يثير الإعجاب دلالة مشاعر الاضطهاد كلحظات ظاهرية في السلوك الاجتماعي».

### التسلسل الهرمي التنموي
أنشأت جانيت نموذجًا تنمويًا للعقل من حيث التسلسل الهرمي لتسعة «ميول» من مستويات تنظيمية متزايدة التعقيد.
وأوضح أربعة «اتجاهات أقل»، من «الانعكاسية» إلى «الفكرية الأساسية». وشملت «الميول المتوسطة» اللغة والعالم الاجتماعي؛ وثلاثة «ميول أعلى»، وعالم العمل «العقلاني - المجهري»، و «الاتجاهات التجريبية والتقدمية».
ووفقًا لجانيت، يمكن النظر إلى مرض العصاب على أنه فشل في الاندماج، أو الانحدار إلى الميول السابقة، وعرّف «اللاوعي» بأنه «عمل ذو شكل أدنى وسط أعمال ذات مستوى أعلى».

## التأثير على علم النفس العميق

### وليام جيمس
في مقالته عام 1890 بعنوان «الذات الخفيّة» كتب ويليام جيمس ملاحظات عن أحد مرضى جانيت «المريض هستيريًا» في مستشفى هافر، الواردة في أطروحة جانيت الطبية عام 1889 للحصول على شهادة الدكتوراة في العلوم النفسية. لاحظ جيمس جوانب مختلفة من التلقائية والشخصيات المتعددة الظاهرة («نفسان») في المرضى تظهر بشكل مختلف «من حيث الحركات، واللاوعي» أو الهذيان الارتعاشي. كان جيمس مفتونًا على ما يبدو بهذه المظاهر، وقال: «إلى أي مدى يمكن تقسيم العقل إلى انفصال منفصل يمكن أن يحصل في كل واحد منا هو مشكلة. ويرى السيد جانيت أنه من الممكن حدوث هذا فقط إذا كان هناك ضعف غير طبيعي، وبالتالي سيتواجد عيب في توحيد أو تنسيق التحكم العقلي».

### فرويد
حدث جدل كبير حول مجيء أفكار من أولًا، جانيت أو سيغموند فرويد، في مؤتمر الطب عام 1913 في لندن. قبل ذلك التاريخ، كان فرويد قد اعترف بحرية أنه يدين لجانيت، خاصة في عمله مع جوزيف بريور، وكتب على سبيل المثال «نظرية الظواهر الهستيرية التي طرحها أولًا جانيت ووضعها بريور وأنا». وقال «لقد تابعنا مثاله عندما أخذنا تقسيم العقل والتفكك في الشخصية كمركز لموقفنا»، لكنه كان حريصًا أيضًا على الإشارة إلى «الفرق يكمن بين وجهة نظرنا وجانيت».
كتب فرويد في عام 1911 عن الانسحاب من داء العصاب من الواقع: "لا يمكن أن يخرج مثل هذا من ملاحظة بيير جانيت، وتحدث عن فقدان" وظيفة الواقع "، وفي أواخر عام 1930، اعتمد فرويد على تعبير جانيت "الفقر النفسي" في عمله على الحضارة.
غير أن جانيت قال في تقريره عن التحليل النفسي في عام 1913 إن العديد من المصطلحات الجديدة للتحليل النفسي كانت مجرد مفاهيم قديمة أُعيد تسميتها، حتى إلى الطريقة التي يسبق بها تحليله النفسي تحليل «التحليل النفسي» لفرويد وقد أثار هذا الهجمات الغاضبة من أتباع فرويد، وبعد ذلك تبدد موقف فرويد تجاه جانيت. في محاضراته من 1915-16، قال فرويد «لفترة طويلة كنت على استعداد لإعطاء جانيت ائتمان كبير جدًا لإلقاء الضوء على الأعراض العصبية، لأنه اعتبرها تعبير عن أفكار اللاوعي التي تسيطر على المرضى». ومع ذلك، بعد ما رأى فرويد كخلف له في عام 1913، قال: «أعتقد أنه قد فقد دون داعٍ الكثير من الفضل».
اتهم فرويد بالانتحال بشكل خاص. وفي رسومات سيرته الذاتية لعام 1925، نفى فرويد بحزم أنه قام بانتحالأعال وأفكار جانيت، وفي أواخر عام 1937، رفض فرويد مقابلة جانيت على أساس أنه «عندما انتشر كتاب التشهير من قبل الكتاب الفرنسيين بأنني استمعت إلى محاضراته وسرقت أفكاره، لكنه كان يستطيع بكلمة واحدة منه أن يضع حدًا لهذا الكلام لكنه لم يفعل».
قد يكون الحكم المتوازن هو أن أفكار جانيت، كما نشرت، كانت بالفعل جزءًا من نقطة بداية فرويد، ولكن فرويد طوّرها لاحقًا بشكل جوهري بطريقته الخاصة.

### يونغ
درس كارل يونغ مع جانيت في باريس في عام 1902، وكان متأثرًا به، على سبيل المثال، استخدم مصطلح العقدة النفسية الذي أشار إليه جانيت تحت اسم «هاجس الباطن» (بالفرنسية: idée fixe subconsciente).
كانت وجهة نظر جونغ للوعي بأنه «تكون من شيء غير مسمى، بل شيء مجهول، يتكون من العديد من المجمعات أو الشخصيات المجزأة» بناءًا على ما أورده جانيت في علم النفس التلقائي بما يسمى «الوجود النفسي في وقت واحد».
كتب يونغ عن فضل"جانيت" عليه في وصوله لمعرفة أعمق وأكثر دقة للأعراض الهستيرية"، وتحدث عن "إنجازات جانيت، فلورنوي وفرويد وغيرها" في استكشاف اللاوعي.

### أدلر
استمد ألفرد أدلر علنًا مفهومه عقدة الدونية من إحدى كتابات جانيت «عدم اكتمال المشاعر» (بالفرنسية: Sentiment d'incomplétude) ، واستشهد الرجلان بعمل بعضهما البعض حول هذه المسألة في كتاباتهما.

## المؤلفات المنشورة
في عام 1923، كتب جانيت نصًا نهائيًا حول مقترح، الطب النفسي، وفي عام 1928-32 نشر عدة ورقات نهائية عن الذاكرة.
في حين أن جانيت لم ينشر الكثير باللغة الإنجليزية، تم نشر 15 محاضرة قدمها إلى كلية الطب بجامعة هارفارد بين 15 أكتوبر ونهاية نوفمبر 1906 في عام 1907 كأعراض رئيسية من الهستيريا. حصل على الدكتوراة الفخرية من جامعة هارفارد في عام 1936.
ومن خلال تصوره العظيم لعلم النفس البشري، كتب هنري إلنبرجر أن «هذا يتطلب حوالي عشرين كتابًا والعشرات من المقالات».

## روابط خارجية
- بيير جانيت على موقع الموسوعة البريطانية (الإنجليزية)
- بيير جانيت على موقع إن إن دي بي (الإنجليزية)

### حول بيير جانيت
- سيرة قصيرة a short biography
- الموقع الببليوغرافي bibliographic site
- دليل القراءة reading guide
- «السيرة الذاتية» من سنواته الأولى an 'autobiography' of his early years
- بيير جانيت و «وظيفة الواقع» Pierre Janet & the 'Reality Function'
- معهد بيير جانيت (موقع فرنسي / إنجليزي مخصص لبيير جانيت) Pierre Janet Institute (a French/English site dedicated to Pierre Janet)
- دراسة جانيت المنشورة في مجلة إلكترونية للمعهد بيير جانيت JANETIAN STUDIES electronic journal of the Institut Pierre Janet

### أعمال بيير جانيت
- كتبا الطب النفسي لبيير جانيت La Médecine Psychologique Important book by Pierre Janet. It clarifies what he thought about Suggestion. (PDF download in French)
- كتب بيار جانيت على الخط Books by Pierre Janet on line

10.1037/1093-4510.6.2.123